# Орлівський Андрій Ігорович
Андрій Ігорович Орлівський — український військовослужбовець, головний сержант Національної гвардії України, учасник російсько-української війни, який відзначився під час відбиття російського вторгнення в Україну. Герой України (2025).

## Життєпис
Народився у с. Самгородок Козятинського (нині — Хмільницького) району Вінницької області.
З 2014 року проходив військову службу у підрозділі Повітряних сил Збройних Сил України, де опанував складне обладнання і обіймав посаду старшого оператора радіолокаційної станції. 
Пізніше перевівся у роту розвідки танкової бригади, виконував бойові завдання як розвідник і кулеметник. Потому служив кулеметником у 36-й окремій бригаді морської піхоти імені контр-адмірала М. Білинського Військово-Морських сил Збройних Сил України.
Від 2021 року проходить службу у 14-й бригаді оперативного призначення імені Івана Богуна «Червона калина» Національної гвардії України. Опанував саперну справу. Брав участь у боях під час антитерористичної операції та операції Об’єднаних сил поблизу м. Попасна Сіверськодонецького району Луганщини, Маріуполя та Донецька. 
Від початку повномасштабного вторгнення військ РФ в Україну обороняв територію Київщини, воював на Донбасі та на Південному напрямку. У вересні 2022 року у званні молодшого сержанта був нагороджений медаллю «За військову службу Україні».
Під час контрнаступу на Запоріжжі 2023-го його саперна група працювала з піхотними підрозділами та розвідкою, заходила на ворожі позиції, виконувала розмінування та мінування, виготовляла вибухові пристрої для FPV-дронів, великих ударних дронів, робила «скиди» та вибухівку для дистанційного мінування місцевості, проводила евакуацію поранених із поля бою. Виконуючи бойове завдання, дістав вибухову травму ноги, після чого майже півроку проходив лікування та реабілітацію. 
13 червня 2025 року у Маріїнському палаці Президент України Володимир Зеленський подякував за захист України і вручив орден «Золота Зірка» групі військовослужбовців, серед яких головний сержант Орлівський. Під час заходу повідомлялося, що «на Донецькому напрямку він знешкодив 70 вибухонебезпечних предметів, що дало змогу штурмовим підрозділам підготуватися до наступу. У складі групи встановив міни, які знищили три ворожі танки, два БМП, чотири БТРи й живу силу. На Запорізькому напрямку витягнув з охопленої вогнем техніки п’ятьох членів екіпажу».
Наразі обіймає посаду головного сержанта батальйону підтримки.

## Нагороди
- звання Герой України з врученням ордена «Золота Зірка» (23 травня 2025) — за особисту мужність і героїзм, виявлені у захисті державного суверенітету та територіальної цілісності України, самовіддане служіння Українському народові[5].
- медаль «За військову службу Україні» (7 вересня 2022) — за особисту мужність і самовідданість, виявлені у захисті державного суверенітету та територіальної цілісності України, вірність військовій присязі, сумлінне та бездоганне виконання службового обов'язку[6].

## Військові звання
- головний сержант (2025)
- старший сержант
- сержант
- молодший сержант (2022)
- солдат (2014)